# Pena de Fenerui
La Pena de Fenerui és una muntanya de 2.507 metres que es troba al municipi de Vilaller, a la comarca de l'Alta Ribagorça.